# Salix fragilis
Salix fragilis, la mimbrera frágil, o simplemente mimbrera, aunque comparte este nombre con otras especies de Salix, es un sauce nativo de Europa y del oeste de Asia, que usualmente prospera en las riberas fluviales.

## Descripción

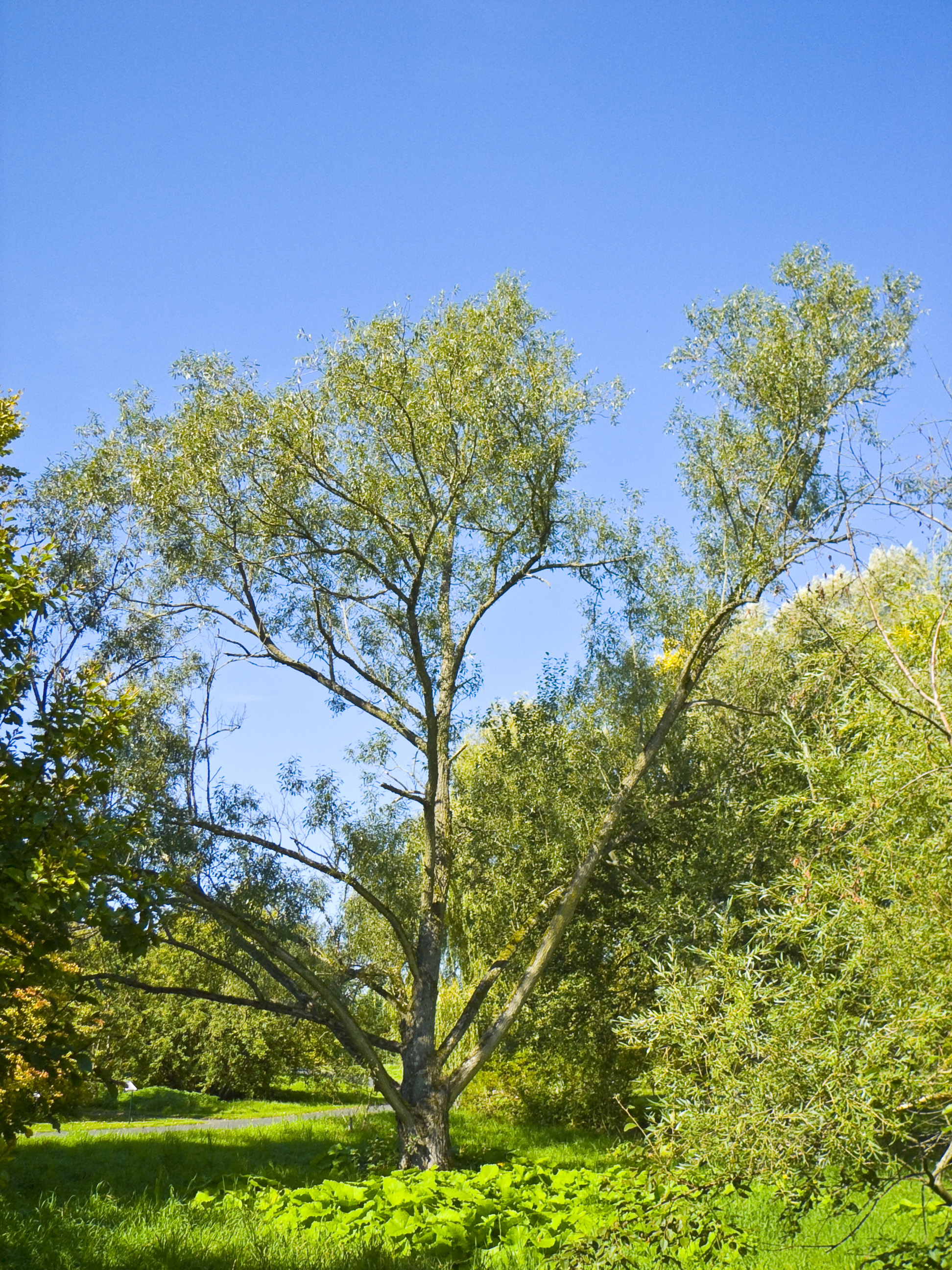
Mimbrera, J.Botánico, Marburg, Hesse, Alemania.

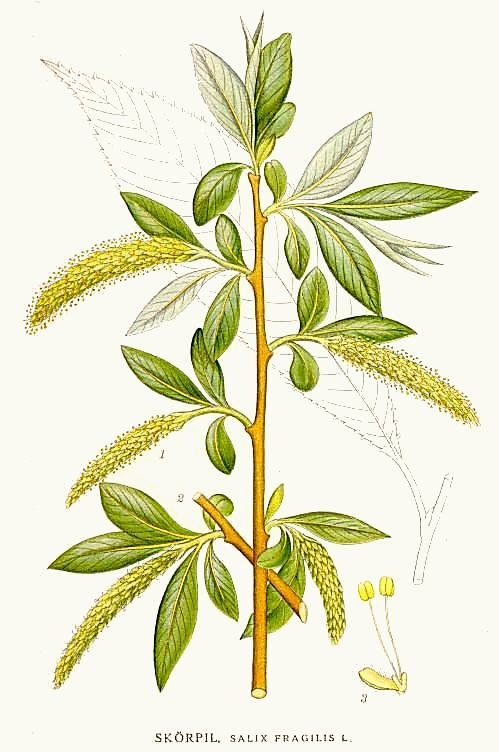
Ilustración.

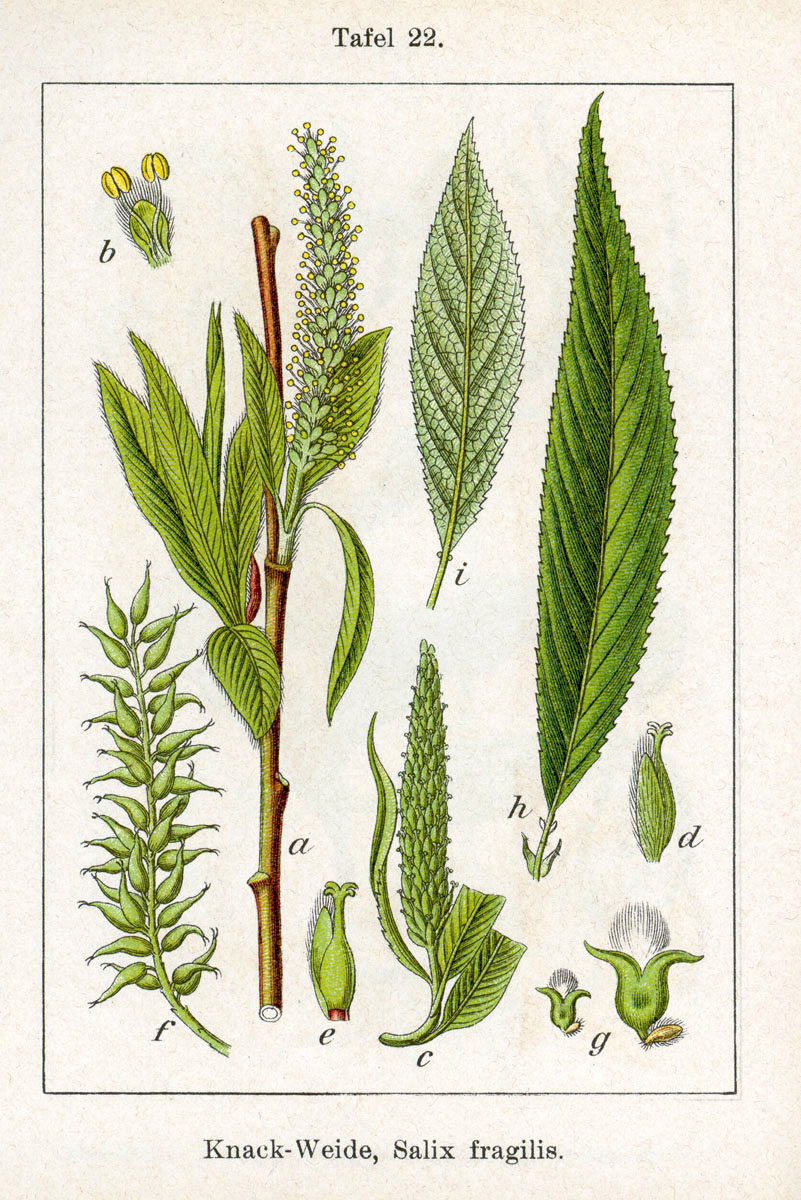
Ilustración.

Es un árbol de media a gran talla, caduco, que crece rápidamente a 10–20 m (raramente más de 29 m) de altura, con tronco de 1 m de diámetro y copa ancha, cónica, irregular e incluso ladeada. Corteza gris castaña, gruesamente fisurada en los ejemplares viejos. Las hojas son verde brillante, de 9 a 15 cm de largo y 1,5 a 3 cm de ancho, con márgenes  finamente aserrados, que comienzan en primavera muy pilosas y después quedan glabras. Producen flores en amentos, a principios de la primavera, que son polinizadas por insectos. Son dioicos, con flores macho y hembra en árboles separados; los macho de 4–6 cm de largo, y la femenina igual, con las flores individuales con uno o dos nectarios.
La variedad Salix fragilis var. decipiens (Hoffm.) K.Koch  es más pequeña que el tipo; casi un arbusto, raramente excede los 5–7 m de altura, con hojas completamente glabras de 9 cm de largo y de 2 a 3 cm de ancho. Según algunos botánicos, se trata de otra especie (tratada como Salix decipiens small>Hoffm.), que consideran S. fragilis un híbrido  entre Salix decipiens y Salix alba. Otros botánicos ven a Salix decipiens como un híbrido de Salix fragilis y Salix triandra. Aunque no hay pruebas suficientes para afirmar una u otra de esas sugerencias.
Se hibrida espontáneamente con el sauce blanco Salix alba, nombrándoselos Salix × rubens Schrank.

## Ecología
Tiene buena capacidad de enraizar ramitas caídas, que transitan por los ríos, lo que le permite colonizar nuevas áreas y se adapta particularmente bien a colonizar después de inundaciones.

## Cultivo y usos
El cultivar Salix fragilis 'Russelliana' (sin. S. fragilis var. russelliana (Sm.) Koch) es el clon más común de esta sp. en las islas británicas, de muy fácil propagación por esquejes.  Es un vigoroso árbol que alcanza comúnmente los 20 a 25 m de altura, con hojas de 15 cm de largo. Es un clon femenino.
Tiene propiedades medicinales para reumatismos, estados infecciosos, trastornos nerviosos,  gripe, catarros y enfriamientos.

## Taxonomía
Salix fragilis fue descrita por Carlos Linneo y publicado en Species Plantarum 2: 1017. 1753.
Etimología
Salix: nombre genérico latino para el sauce, sus ramas y madera.
fragilis: epíteto latino que significa "frágil".
Sinonimia
- Salix sanguinea   Selling   non Tausch
- Salix x pendula Ser.[7]
- Oisodix decipiens Raf.
- Psatherips fragilis Raf.
- Salix × australior var. pseudofragilis Goerz
- Salix chlorocarpa Schur
- Salix × decipiens Hoffm.
- Salix euclasia Goldb. ex Höfft
- Salix excelsior Host.
- Salix × fragilior Host.
- Salix × fragilis Host
- Salix × fragilissima Host
- Salix fragillima Schur
- Salix gracilenta Tausch
- Salix lyonii J. Forbes
- Salix monspeliensis J. Forbes
- Salix × montana J. Forbes
- Salix × palustris Host
- Salix pendula Ser.
- Salix persicifolia Schleich.
- Salix × rubens Schrank
- Salix × russelliana Sm.
- Salix × viridis Fr.
- Salix wargiana Lej.
- Vimen russeliana Raf.[8]

## Nombres comunes
- Castellano: bardaguera, bardaguera blanca, bardaguera glauca, bardaguera negra, brimbal, brimbe, brimbera, brimbre, herba bicha, mimbral, mimbre, mimbrera, mimbrera frágil, mimbrero, mocha, mocho, nidos de bruja, palera, piojera, salce, salguero, salgueru, salguiru, salzmimbre, saoz, sargatera, sauce, sauce frágil, sauce reluciente, sauz, saúz, sauzgatillo,[cita requerida] sauz quebradizo, saz, vrimbal, vrimbe, vrimbre, zalgatera, zaragato, zargatera, zargatillo, zargatillo mimbrero, zaz.[9]